# 精華町立精華西中学校
精華町立精華西中学校（せいかちょうりつ せいかにしちゅうがっこう）は、京都府相楽郡精華町光台九丁目にある公立中学校。

## 概要
- 光台の住民および生徒が増えたのに伴い、国際化、情報化、災害対策も整備すると共に将来の教育を目指した教科教室型の学校として、1997年に精華町立精華南中学校より分離開校された。

## 沿革
- 1996年4月 - 仮称「精華西中学校」着工。
- 1997年4月1日 - 精華町立精華南中学校より分離し、開校。
- 1998年3月 - 校歌を制定。
- 2002年6月 - 普通教室に扇風機を設置。
- 2004年4月 - 2学期制導入。
- 2006年2月 - 南校舎の増築工事完了。

## クラス数
- 1年 - 5クラス
- 2年 - 5クラス
- 3年 - 5クラス
- フォレスト学級2クラス
- 計 - 17クラス

## 生徒数
- 1年 - 169名
- 2年 - 201名
- 3年 - 207名
- 計 - 752名

## 校区
- 精華町立精華台小学校（うち精華中学校区の大字南稲八妻を除く）
- 精華町立東光小学校

## 校区が隣接している学校
- 精華町立精華南中学校
- 木津川市立木津第二中学校
- 精華町立精華中学校
- （奈良県）生駒市立生駒北中学校
- （奈良県）生駒市立鹿ノ台中学校